# Cambridge (circonscription fédérale)
Pour les articles homonymes, voir Cambridge (homonymie).
Circonscription électorale fédérale du Canada
Cambridge est une circonscription électorale fédérale et provinciale en Ontario (Canada).
La circonscription consiste en la ville de Cambridge et le Canton de North Dumfries.
Les circonscriptions limitrophes sont Kitchener—Conestoga, Kitchener-Sud—Hespeler, Oxford, Wellington—Halton Hills-Nord, et Flamborough—Glanbrook—Brant-Nord. 

## Historique
La circonscription de Cambridge a été créée en 1976 d'une partie de Waterloo et de Wellington. En 1987, une section de la ville de Kitchener fut ajoutée à la circonscription. En 2003, les limites actuelles de la circonscriptions fut définies, celle-ci ne contenait plus aucune partie de Kitchener.
| Législature                           | Années          | Député      | Député        | Parti                     |
| ------------------------------------- | --------------- | ----------- | ------------- | ------------------------- |
| Cambridge issue de Waterloo—Cambridge |                 |             |               |                           |
| 31e                                   | 1979–1980       |             | Chris Speyer  | Progressiste-conservateur |
| 32e                                   | 1980–1984       |             | Chris Speyer  | Progressiste-conservateur |
| 33e                                   | 1984–1988       |             | Chris Speyer  | Progressiste-conservateur |
| 34e                                   | 1988–1993       | Pat Sobeski |               | Progressiste-conservateur |
| 35e                                   | 1993–1997       |             | Janko Peric   | Libéral                   |
| 36e                                   | 1997–2000       |             | Janko Peric   | Libéral                   |
| 37e                                   | 2000–2004       |             | Janko Peric   | Libéral                   |
| 38e                                   | 2004–2006       |             | Gary Goodyear | Conservateur              |
| 39e                                   | 2006–2008       |             | Gary Goodyear | Conservateur              |
| 40e                                   | 2008–2011       |             | Gary Goodyear | Conservateur              |
| 41e                                   | 2011–2015       |             | Gary Goodyear | Conservateur              |
| 42e                                   | 2015–2019       |             | Bryan May     | Libéral                   |
| 43e                                   | 2019–2021       |             | Bryan May     | Libéral                   |
| 44e                                   | 2021–2025       |             | Bryan May     | Libéral                   |
| 45e                                   | 2025 – en cours |             | Connie Cody   | Conservateur              |

## Résultats électoraux
|       | Candidat          | Parti              | # de voix | % des voix |
|       | (X) Gary Goodyear | Conservateur       | +20 613,  | 38,65 %    |
|       | Bryan May         | Libéral            | +23 024,  | 43,17 %    |
|       | Bobbi Stewart     | NPD                | +07 397,  | 13,87 %    |
|       | Michele Braniff   | Vert               | +01 723,  | 3,23 %     |
|       | Manuel Couto      | Marxiste-léniniste | +00108,   | 0,2 %      |
|       | Lee Sperduti      | Indépendant        | +00474,   | 0,89 %     |
| Total | Total             | Total              | 53 339    | 100 %      |

|       | Candidat          | Parti              | # de voix | % des voix |
|       | (x) Gary Goodyear | Conservateur       | +29 394,  | 53,4 %     |
|       | Bryan May         | Libéral            | +08 285,  | 15,05 %    |
|       | Susan Galvao      | NPD                | +15 238,  | 27,68 %    |
|       | Jacques Malette   | Vert               | +01 978,  | 3,59 %     |
|       | Manuel Couto      | Marxiste-léniniste | +00153,   | 0,28 %     |
| Total | Total             | Total              | 55 048    | 100 %      |

|       | Candidat          | Parti        | # de voix | % des voix |
|       | (x) Gary Goodyear | Conservateur | +24 895,  | 48,63 %    |
|       | Gord Zeilstra     | Libéral      | +11 977,  | 23,39 %    |
|       | Max Lombardi      | NPD          | +10 044,  | 19,62 %    |
|       | Scott Cosman      | Vert         | +04 279,  | 8,36 %     |
| Total | Total             | Total        | 51 195    | 100 %      |

## Circonscription provinciale
Depuis les élections provinciales ontariennes du 4 octobre 2007, l'ensemble des circonscriptions provinciales et des circonscriptions fédérales sont identiques.